# William-Adolphe Bouguereau

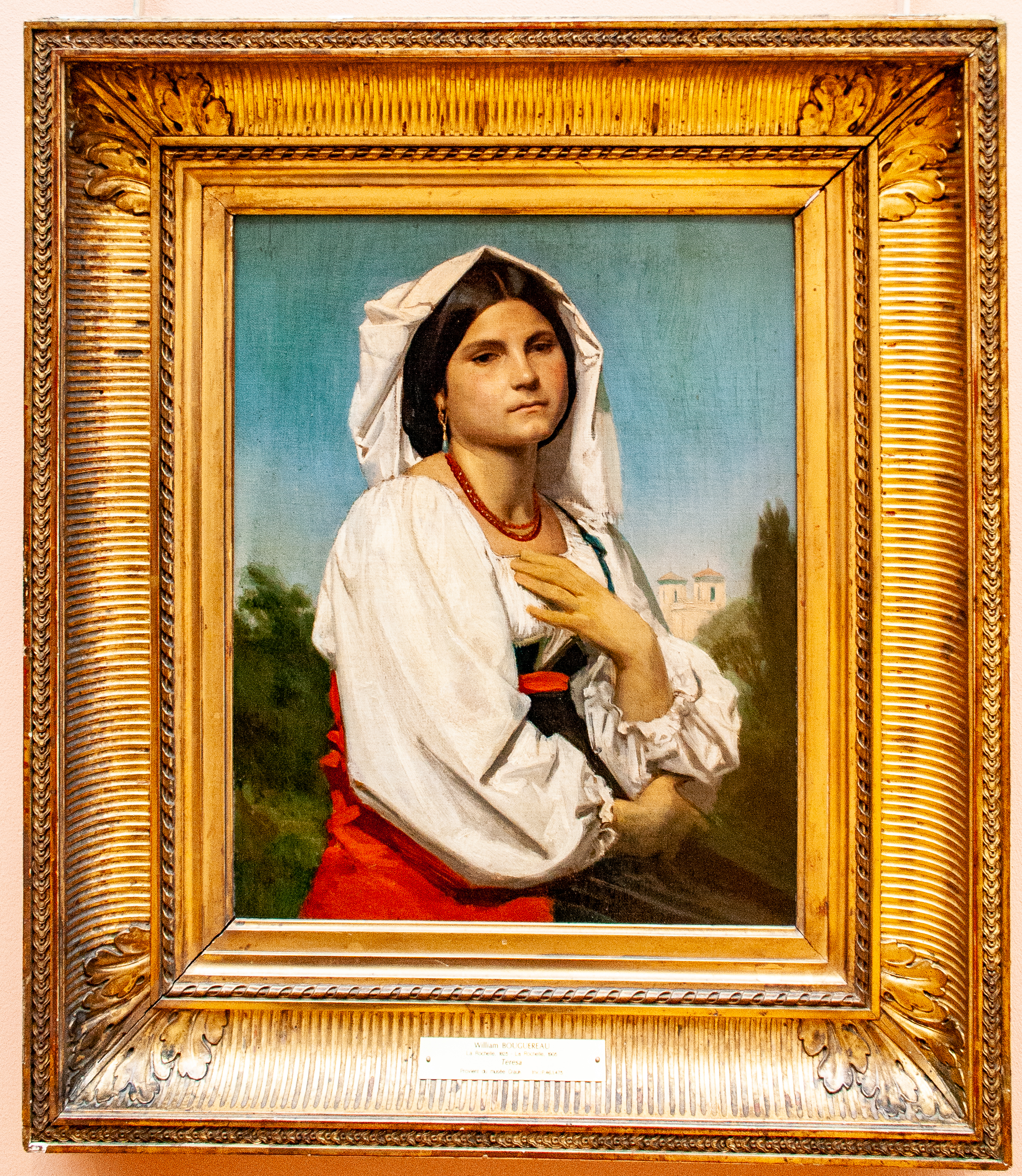
Női portré a Valenciennes-i Szépművészeti Múzeumban

William-Adolphe Bouguereau (La Rochelle, 1825. november 30. – La Rochelle, 1905. augusztus 18.) francia festő. Eklektikus művész. A modern festészeti irányzatok (impresszionizmus, szecesszió, fauvizmus) nem ragadták magukkal. Nemcsak rangja, hanem tudása szerint is igencsak ügyes mester volt, aki láthatóan ki tudta elégíteni az úri osztály igényeit. A közben a saját korában élt. Ha odaadjuk művészetéből azt, amit a pénzes megrendelőknek festett, akkor itt lüktet festészetében a kor.

## Életpályája
1850-1854-ben Itáliában Raffaello, Andrea del Sarto, Guido Reni alkotásait tanulmányozta, és ezek hatására mitológiai tárgyú képeket is alkotott. Témaválasztása igen gazdag: festett számos portrét, továbbá zsánerképeket, vallásos és történelmi kompozíciókat. Párizsban a Julian Akadémián a hagyományos festészeti irányzatokat tanította. Útkereső tanítványai közül sokan, így Lovis Corinth és Ferenczy Károly is az impresszionizmus, a fauvizmus vagy az expresszionizmus útjára tértek. Színházias díszletekkel megörökített egy pokolbéli jelenetet, amely azt ábrázolja, hogyan szemléli Dante és Vergilius azokat az embereket, akik a pokolban is egymás torkának esnek, akár itt a földön (Dante et Virgile en enfer, 1850), a halottak napjának ünnepét (Le jour des morts, 1859), a fiúgyermek búcsúját apjától (Tóbiás búcsúja apjától, 1860), és láthatjuk, hogy a Tisztaság felöltözve és meziláb jár (Au bord du ruisseau, 1875). A fiatal pásztorlány lehet egyszerű zsánerkép (La jeune bergère, 1885), de a breton félszigeten és más francia tájakon és szerte Európában sok volt belőlük. A rózsás Szűz Anya (La Madone aux Roses, 1903) képe máig tartóan kielégíti a katolikus népi vallásosság igényeit.

## Munkái

### Ismertebb munkáiból
- A mártír diadala (Párizs)
- Krisztus sírján (Antwerpen)
- Odüsszeuszt felismeri dajkája (1849, La Rochelle)
- Vénusz születése (1879, Párizs)
- Babérág című képe babérfélék cikkünkben látható

### Galéria

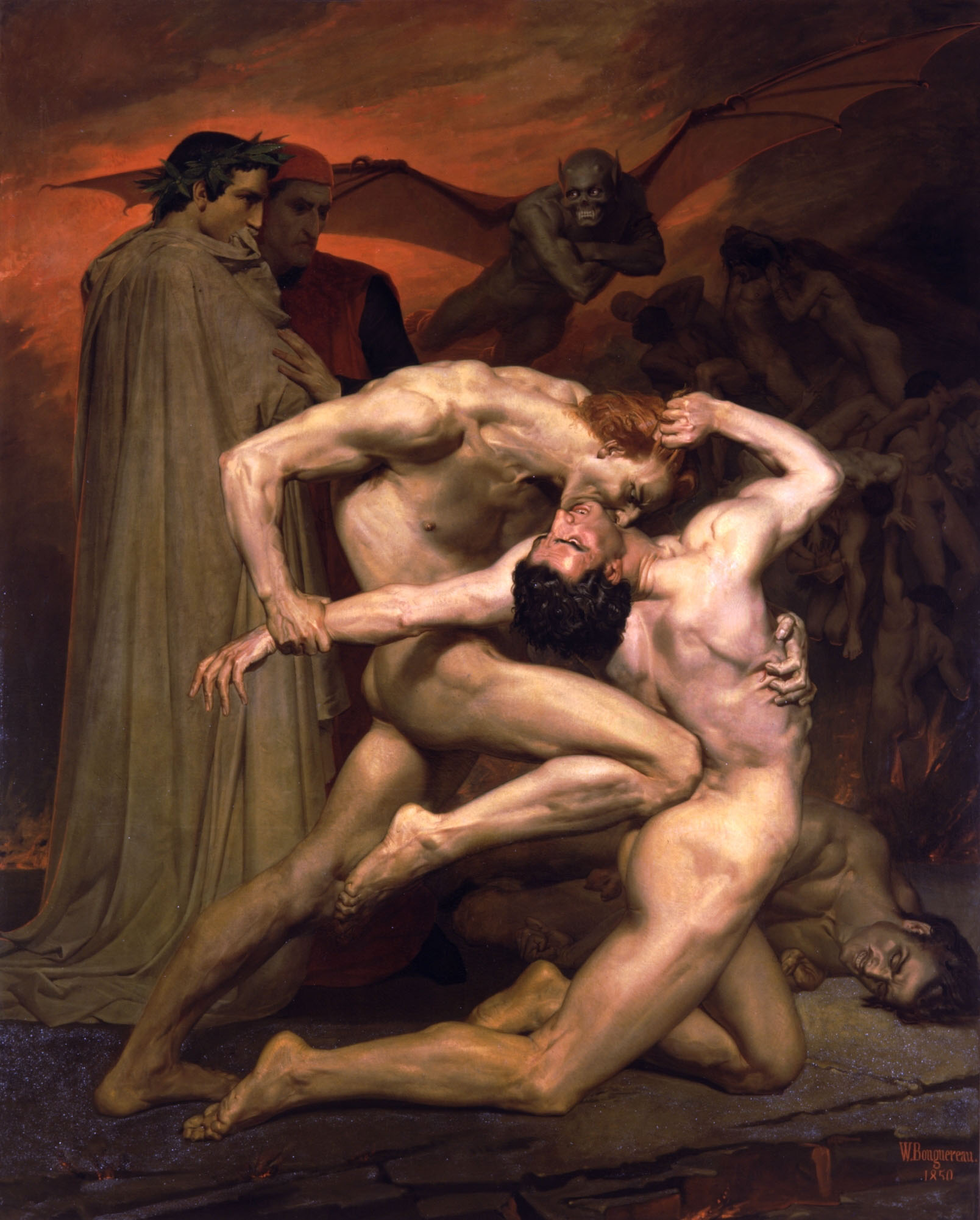
Dante és Vergilius a pokolban (1850)
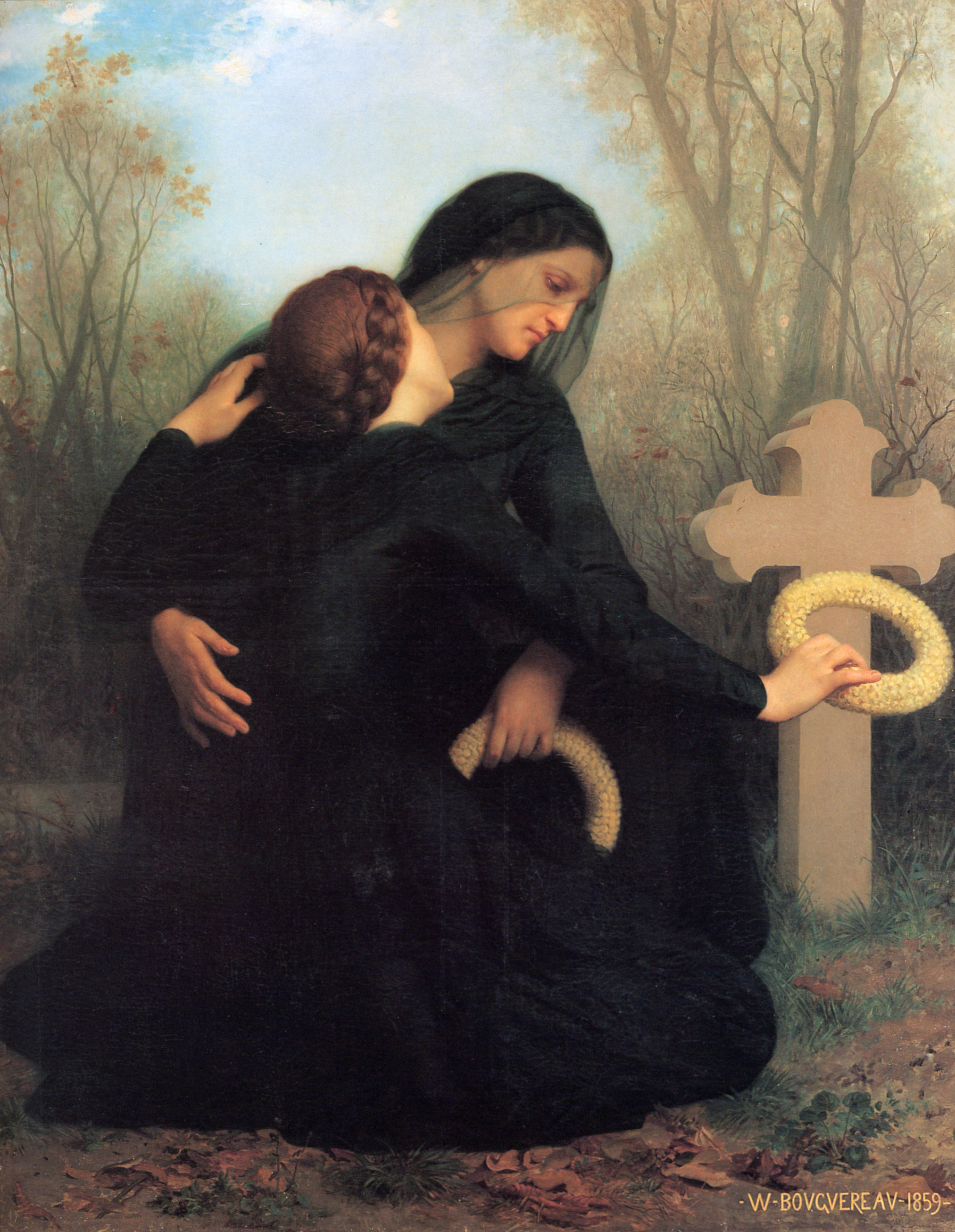
Halottak napja (1859)
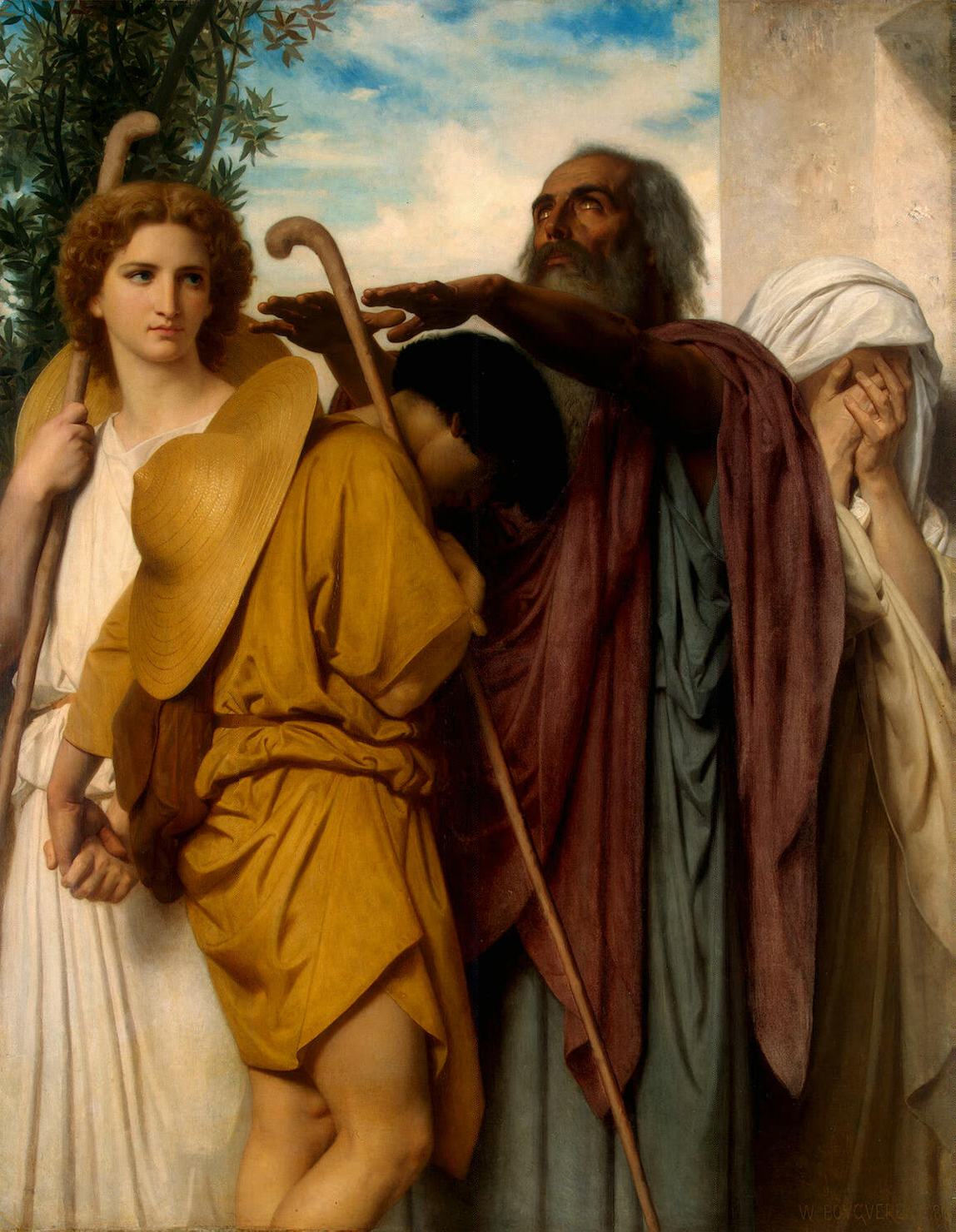
Tóbiás búcsúja az apjától (1860)
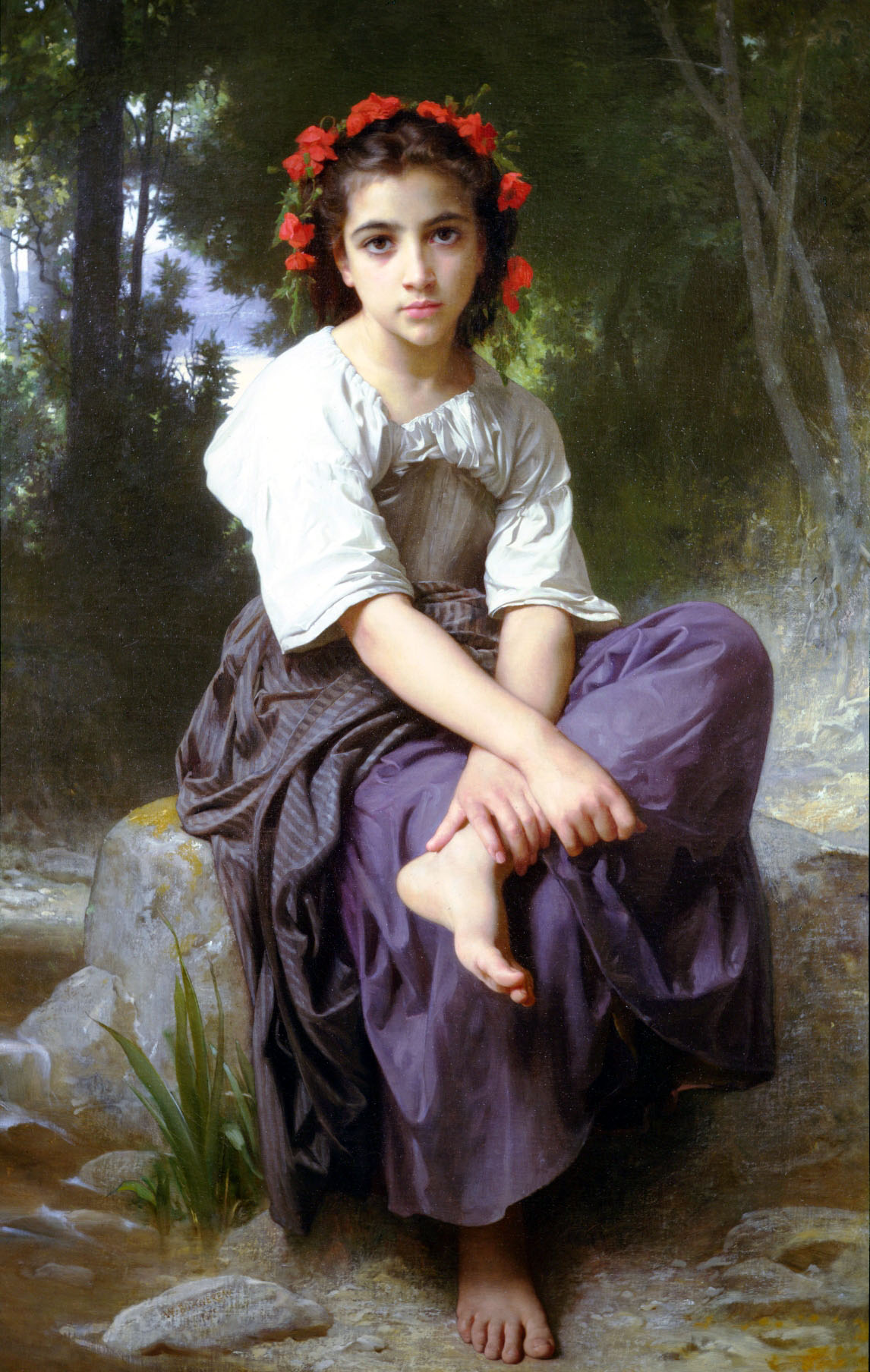
A patak partján (1875)
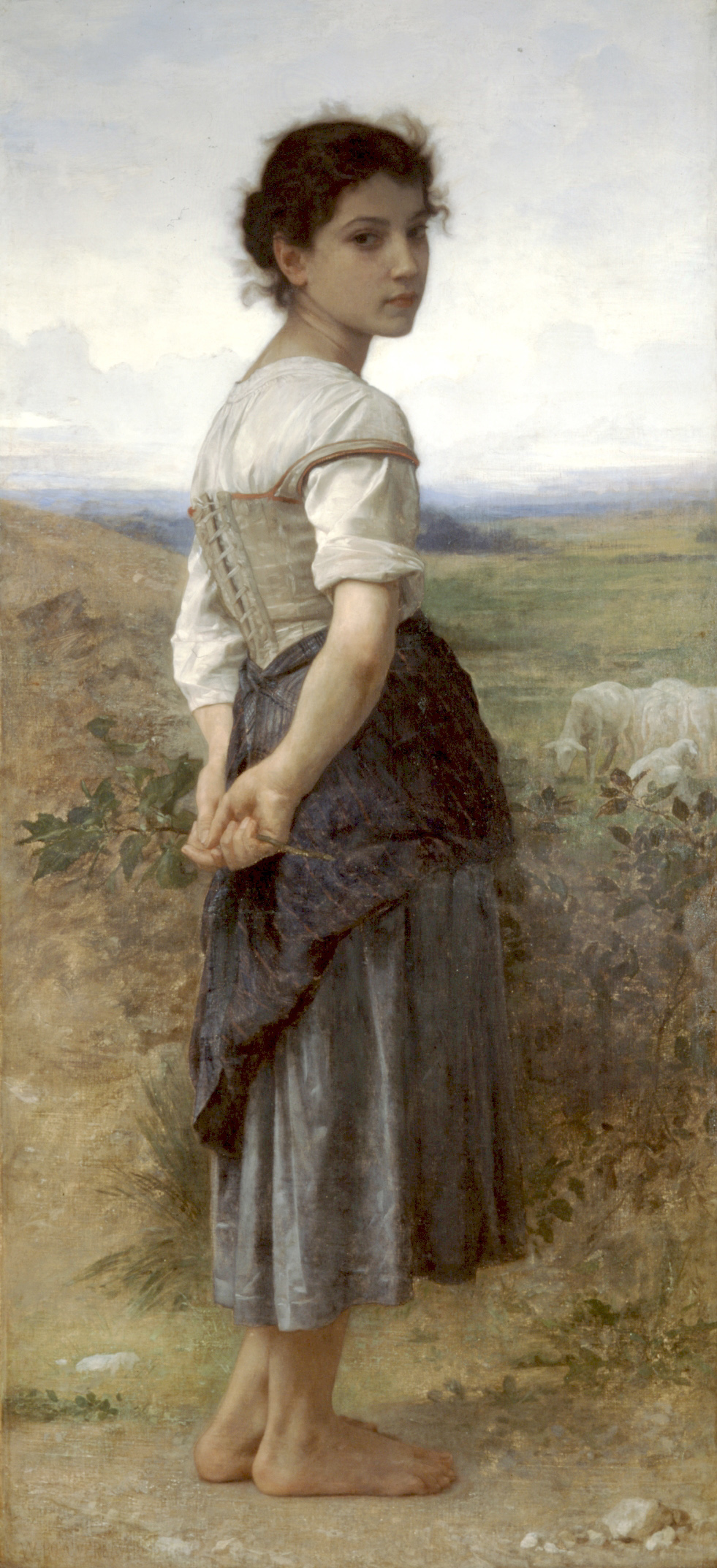
Fiatal pásztorlány (1885)
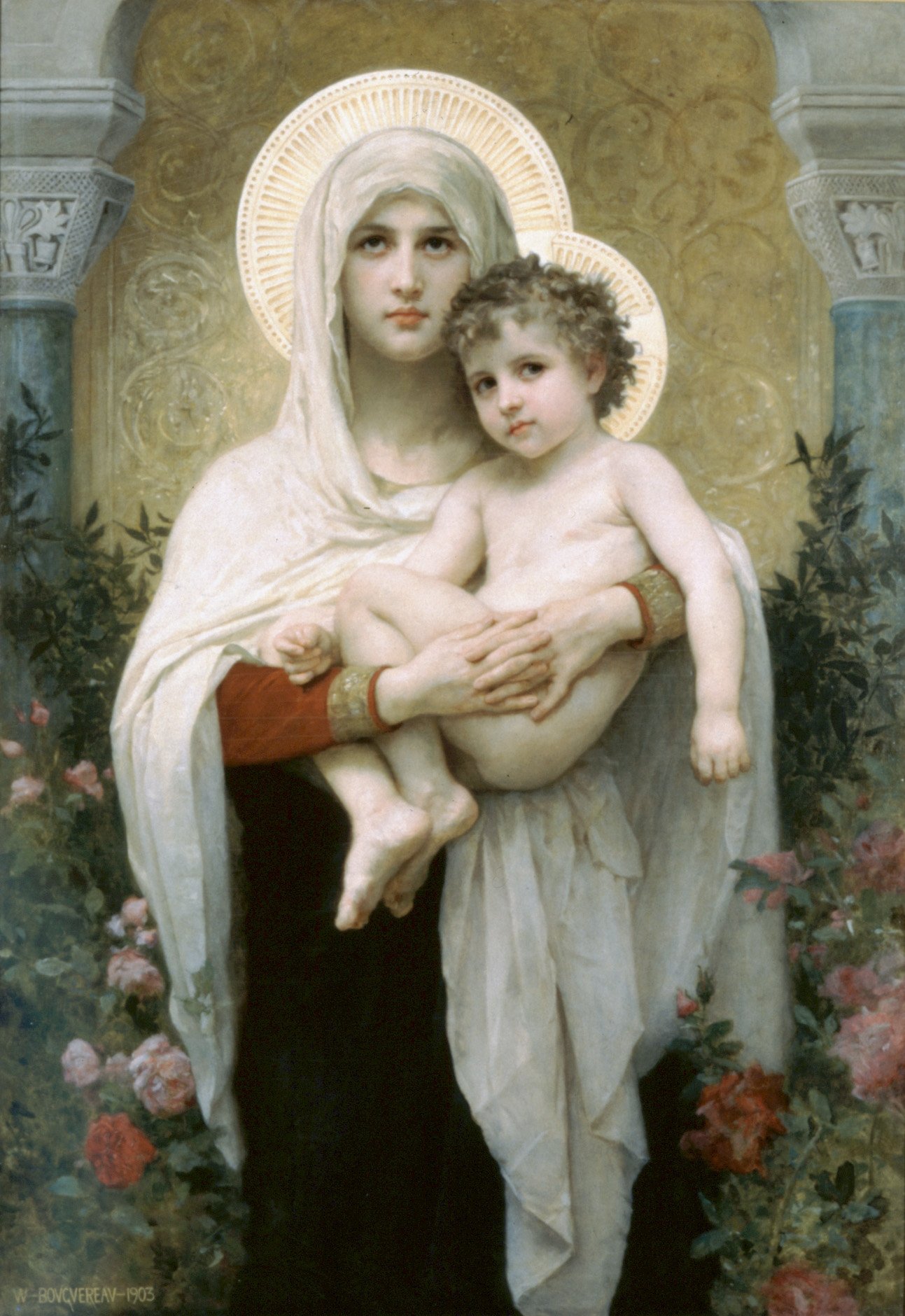
A rózsás Szűzanya (1903)
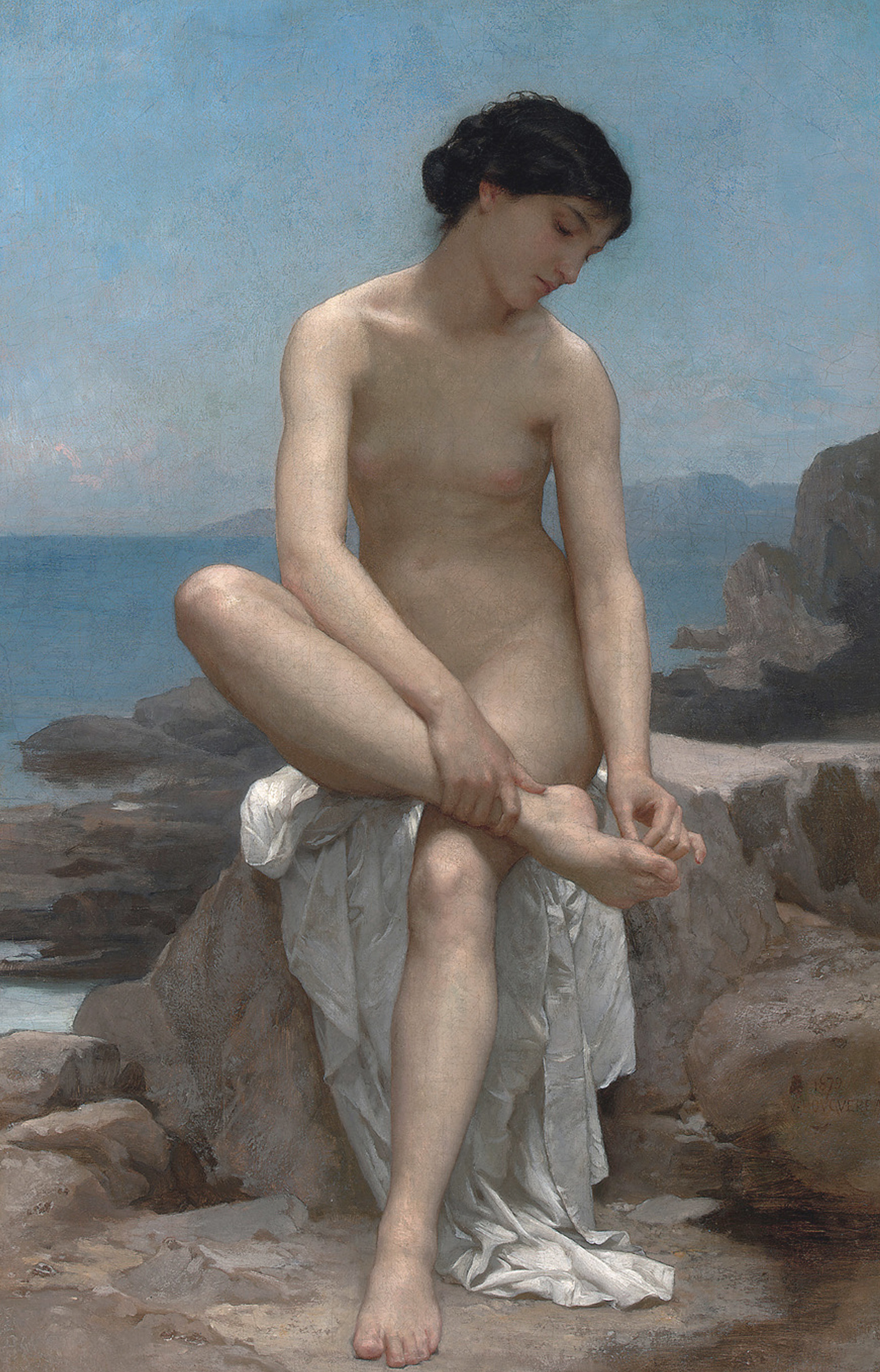
Fürdőző (1879)
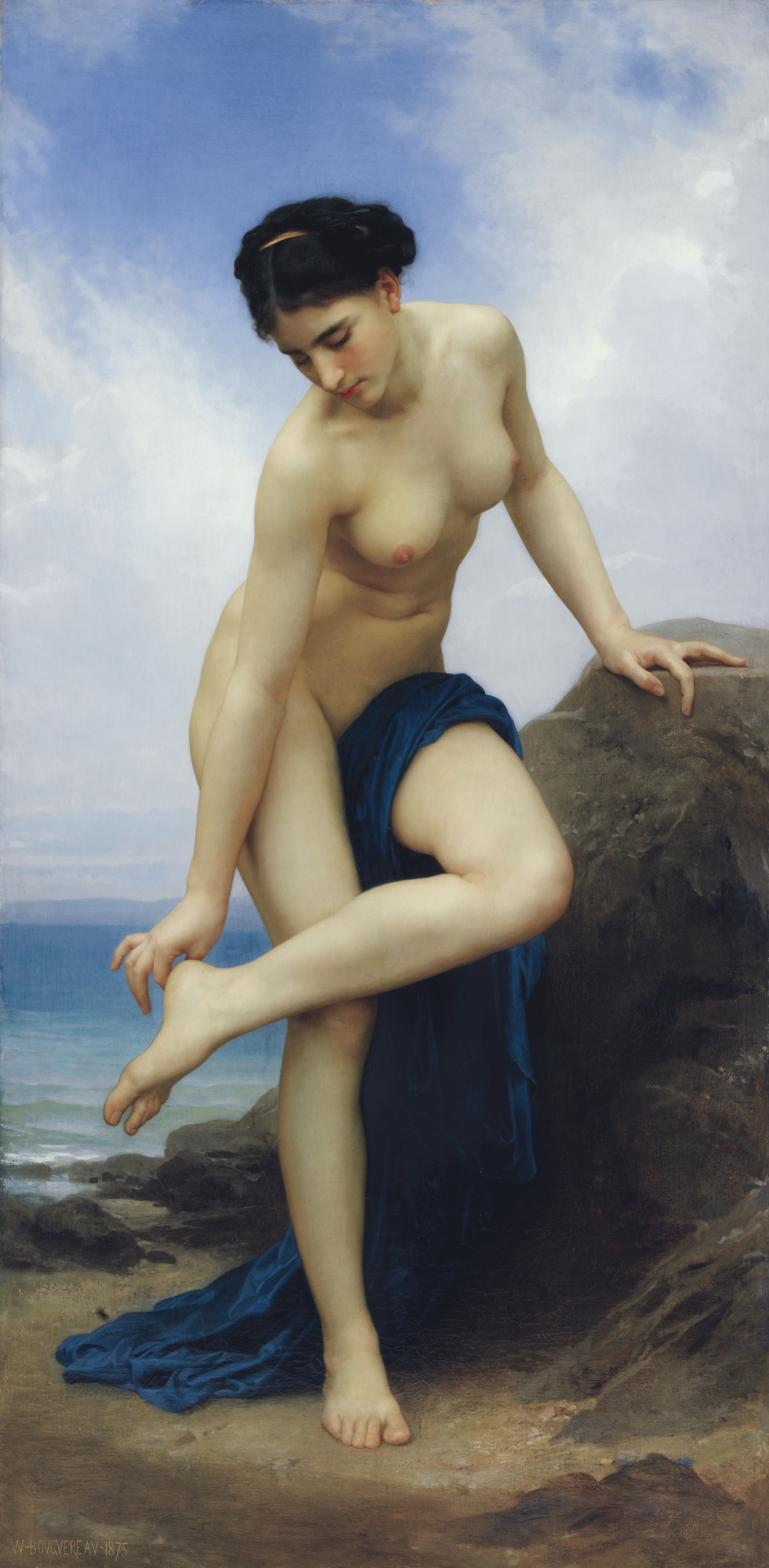
Fürdés után (1875)
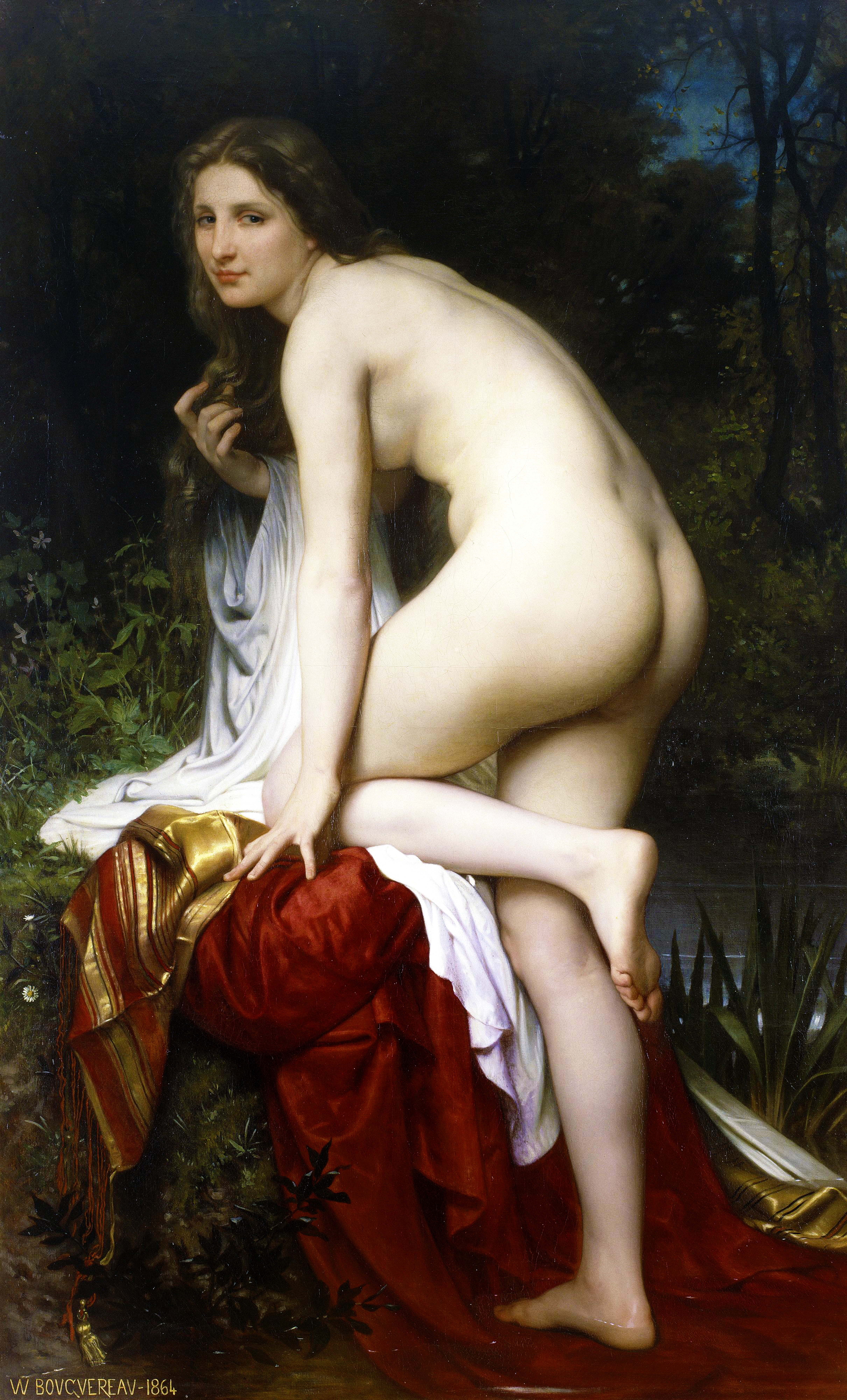
Fürdőző (1864)
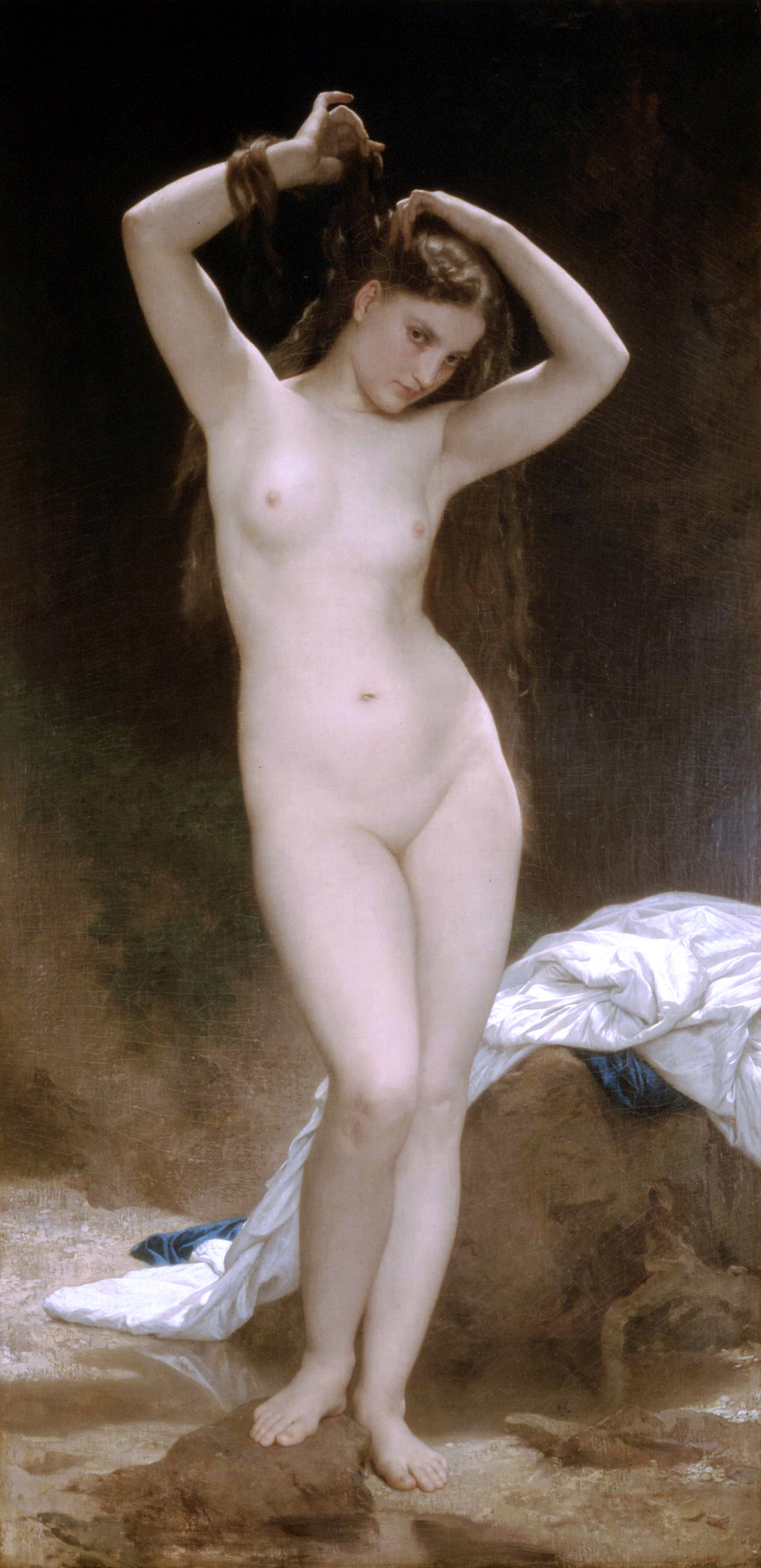
Fürdőző (1870)
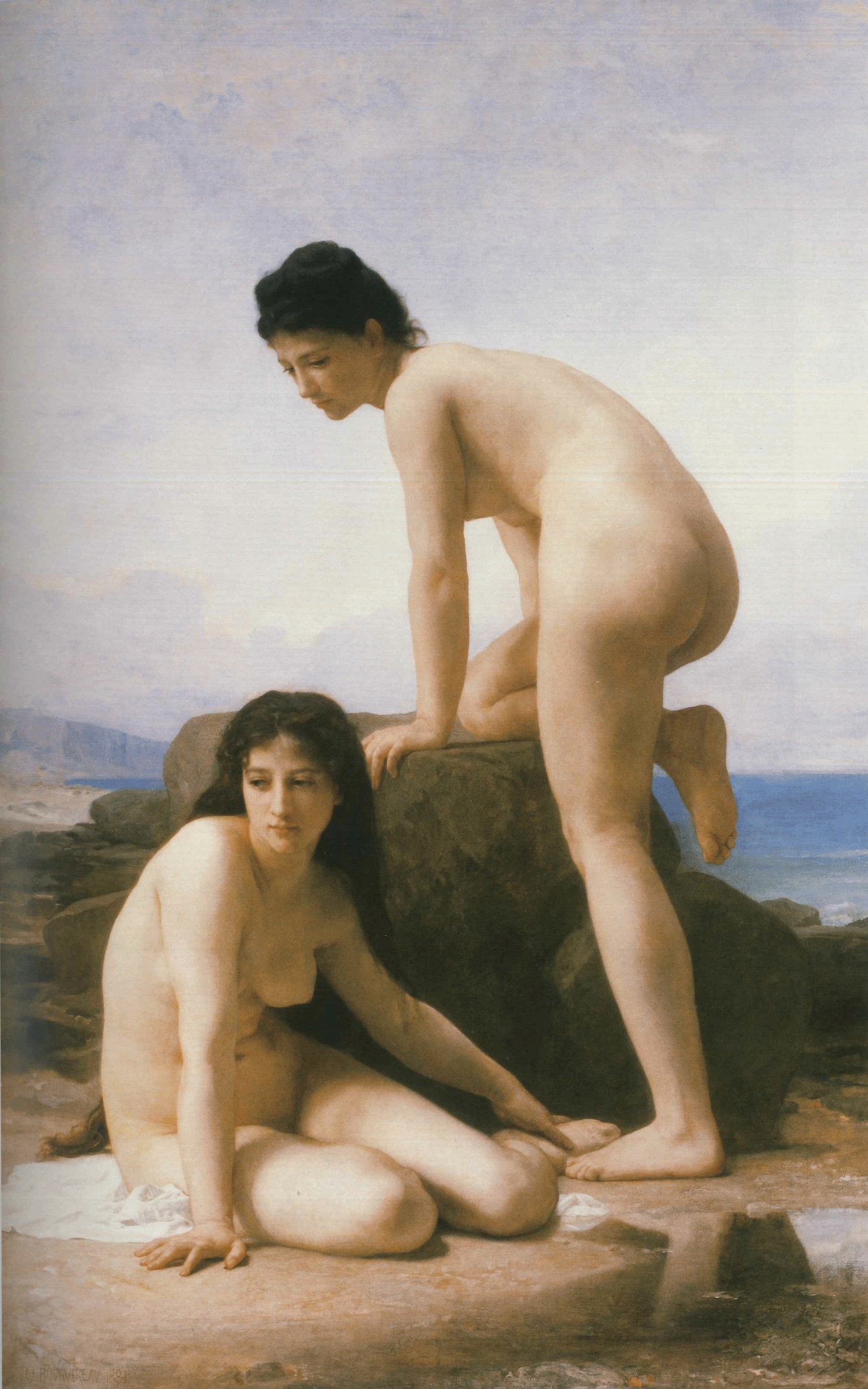
Két fürdőző (1884)